# كريس أبوت (كاتبة)
كريس أبوت (بالإنجليزية: Chris Abbott)‏ هي كاتبة سيناريو أمريكية، ولدت في 17 سبتمبر 1947.

## وصلات خارجية
- كريس أبوت على موقع IMDb (الإنجليزية)
- كريس أبوت على موقع ألو سيني (الفرنسية)
- كريس أبوت على موقع كينوبويسك (الروسية)